# Amy (Darstellerin)

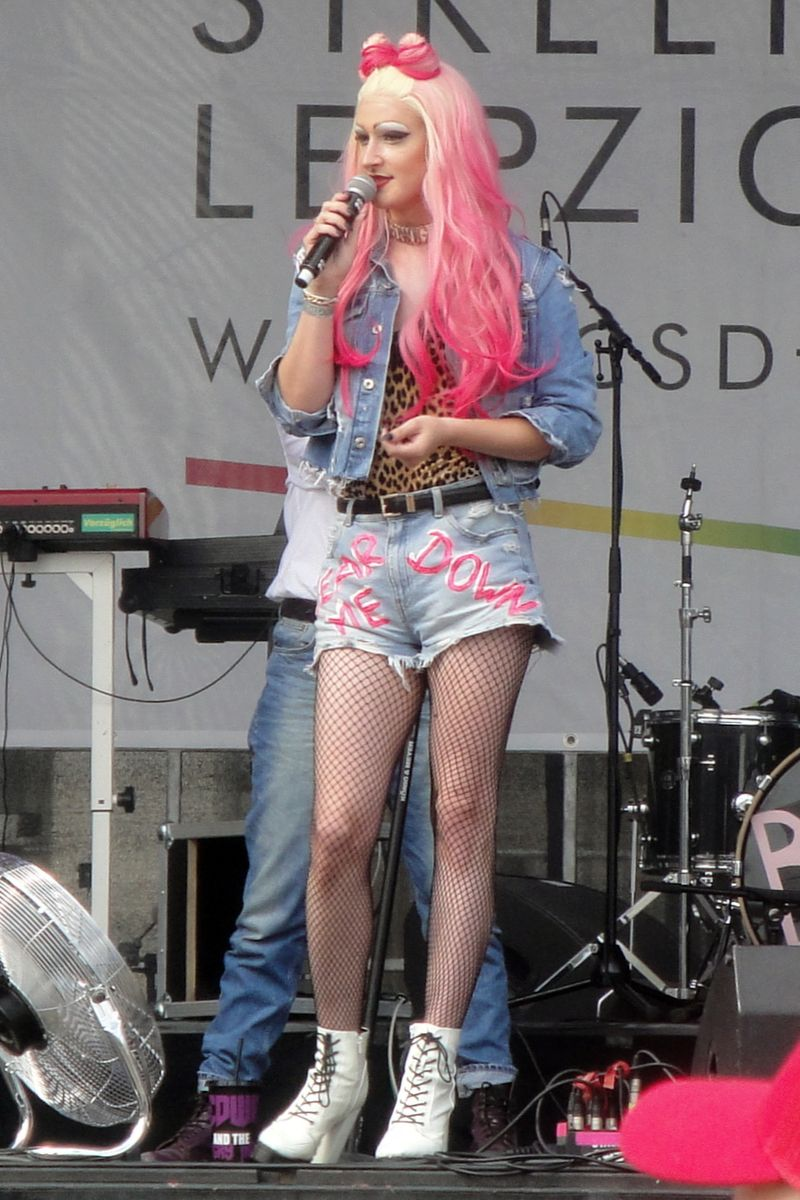
AMY als Hedwig (2023)

Amy (* 7. März 1996 in Gelsenkirchen), Eigen-Schreibweise AMY, ist der Künstlername einer deutschen Sängerin, Schauspielerin und Musicaldarstellerin. Sie gehört zu den ersten Trans-Musicaldarstellern im deutschsprachigen Raum.

## Leben
Amy wuchs in Gelsenkirchen-Hassel und Illertissen auf. Von 2013 bis 2017 studierte sie Schauspiel und Gesang an der Akademie für darstellende Kunst Ulm. Während des Studiums spielte Amy bereits Hauptrollen, wie Maik in Wolfgang Herrnsdorfs Tschick oder Joseph Davidson in Running Man. Nach dem Studium ging sie zuerst zu den Birsteiner Freilichtfestspielen, bei welchen sie in der Uraufführung des Musicals Der wilde Grimm die Titelrolle übernahm, für die Jochen Flach die Musik eigens auf ihre Stimme komponierte.
Von 2017 bis 2022 war Amy Ensemblemitglied des Eduard-von-Winterstein-Theaters in Annaberg-Buchholz, wo sie u. a. Rollen wie Frank'N'Furter in The Rocky Horror Show, Conférencier in Cabaret, Graf Wetter vom Strahl in Das Käthchen von Heilbronn oder Grimm im gleichnamigen Musical von Thomas Zaufke und Peter Lund spielte.
Seit 2022 spielt sie die Titelrolle im Kultmusical Hedwig And The Angry Inch unter der Regie von Jens Daryousch Ravari.
Amy gibt regelmäßig Konzerte, wie zuletzt ihr Programm My Musical Songbook. 2019 veröffentlichte sie ihre erste Download-Single LoveIsLove.
Seit 2023 steht Amy in der Rolle des Leo Bloom im Musical The Producers auf der Bühne der Musikalischen Komödie Leipzig.

## Theater (Auswahl)

### Musical
- 2016/2017: Ludwig Emil Grimm in Der wilde Grimm; Regie: Axel Brauch; Birsteiner Festspiele
- 2017: Mario in Sonnenallee; Regie: Dietrich Kunze; Eduard-von-Winterstein-Theater
- 2018: Kay in Heißer Sommer; Regie: Axel Poike; Naturtheater Greifensteine
- 2018–2019: Conférencier in Cabaret; Regie: Urs-Alexander Schleiff; Eduard-von-Winterstein-Theater
- 2019–2020: Grimm in Grimm!; Regie: Tamara Korber; Eduard-von-Winterstein-Theater
- 2019: Louis Stevenson in Die Schatzinsel – Das Musical; Regie: Tamara Korber; Eduard-von-Winterstein-Theater
- 2020: Frank'N'Furter in The Rocky Horror Show; Regie: Tamara Korber; Eduard-von-Winterstein-Theater
- 2021–2022: Gomez Addams in The Addams Family; Regie: Tamara Korber; Eduard-von-Winterstein-Theater
- 2021: David Schneider in Sarg niemals nie; Regie: Sebastian Gühne; Eduard-von-Winterstein-Theater
- 2022–2023: Georg Nowack in She Loves Me; Regie; Dominik Wilgenbus; Eduard-von-Winterstein-Theater
- 2022: Conférencier in Cabaret; Regie: Jule Kracht; Landestheater Eisenach
- 2023: Frank'N'Furter in The Rocky Horror Show; Regie: Dietmar Horcicka; Theater Paderborn
- 2023: Leo Bloom in The Producers; Regie: Dominik Wilgenbus; Musikalische Komödie Leipzig
- seit 2022: Hedwig in Tour Hedwig And The Angry Inch; Regie: Jens Daryousch Ravari;

### Schauspiel
- 2017: Mike in Tschick; Regie: Stella Seefried; Theaterhaus am Kuhberg
- 2018: Graf Wetter vom Strahl in Das Käthchen von Heilbronn; Regie: Tamara Korber; Eduard-von-Winterstein-Theater
- seit 2018: Armer Nachbar in Jedermann; Regie: Ingolf Huhn; Eduard-von-Winterstein-Theater
- 2018–2019: Mike Connolly in Und alles auf Krankenschein; Regie: Urs-Alexander Schleiff; Eduard-von-Winterstein-Theater
- 2019: Trevor in The Play That Goes Wrong; Regie: Matthias Nagatis; Eduard-von-Winterstein-Theater
- seit 2020: Harold in Harold und Maude; Regie: Matthias Nagatis; Eduard-von-Winterstein-Theater

## Diskografie
- 2019: LoveIsLove, Single[3]